# فوریت‌های پزشکی

پیاده‌سازی دو شماره تلفن مورد تأیید اتحادیه بین‌المللی مخابرات (ITU) در جهان:

فوریت‌های پزشکی رویدادهای ناگهانی و غیرمنتظره پزشکی که نیاز به اقدامات فوری درمانی دارد که به زبان انگلیسی (Emergency Medical Services) یا EMS نیز نامیده می‌شود. به‌طور کلی فوریت به وضعیتی گفته می‌شود که حیات بیمار بلافاصله یا در مدت چند دقیقه تا چند ساعت آینده تهدید می‌گردد. این رویدادها معمولاً در صورت عدم مداخلهٔ سریع پزشکی به مرگ بیمار می‌انجامند، مانند ترومای شدید در تصادفات رانندگی، سکته قلبی، سکته مغزی، انجام زایمان‌های اورژانسی، شکم حاد و… در این مواقع معمولاً مرکز فوریت‌های پزشکی وارد عمل می‌شود. در ایران افراد داخل آمبولانس دو نفر هستند که شامل پارامدیک اورژانس یا اینترمدیت اورژانس یا درجه بیسیک (پایه) می‌باشند که علاوه بر مدرک و تحصیلات دانشگاهی می‌بایستی گواهینامه پایه دوم رانندگی را نیز دارا باشند.
پارامدیک اورژانس متخصص فوریت‌های پزشکی و ارایه دهنده بالاترین و با کیفیت‌ترین خدمات تخصصی پزشکی در خارج از بیمارستان است. پارامدیک اورژانس همسطح پزشک عمومی و حتی از لحاظ درجه علمی بالاتر از پزشک عمومی است.